# Kevin Møller
Kevin Møller (Tønder, 20 de junio de 1989) es un balonmanista danés que juega como portero en el SG Flensburg-Handewitt de la Bundesliga. Es internacional con la selección de balonmano de Dinamarca.

## Palmarés

### Selección nacional
| Juegos Olímpicos   | Juegos Olímpicos             | Juegos Olímpicos  | Juegos Olímpicos |
| Año                | Lugar                        | Medalla           |                  |
| ------------------ | ---------------------------- | ----------------- | ---------------- |
| 2020               | Tokio                        | Medalla de plata  |                  |
| Campeonato Mundial |                              |                   |                  |
| Año                | Lugar                        | Medalla           |                  |
| 2021               | Egipto                       | Medalla de oro    |                  |
| 2023               | Polonia y Suecia             | Medalla de oro    |                  |
| 2025               | Croacia, Dinamarca y Noruega | Medalla de oro    |                  |
| Campeonato Europeo |                              |                   |                  |
| Año                | Lugar                        | Medalla           |                  |
| 2022               | Hungría y Eslovaquia         | Medalla de bronce |                  |

### Flensburg
- Copa de Alemania de balonmano (1): 2015
- Liga de Alemania de balonmano (1): 2018
- Liga Europea de la EHF (1): 2024

### Barcelona
- Supercopa de España de Balonmano (3): 2019, 2020, 2021
- Copa Asobal (3): 2019, 2020, 2021
- Liga Asobal (3): 2019, 2020, 2021
- Copa del Rey de Balonmano (3): 2019, 2020, 2021
- Mundialito de clubes (2): 2018, 2019
- Liga de Campeones de la EHF (1): 2021

## Clubes
- Faaborg HK (2008-2010)
- Viking HK (2010-2011)
- GOG Gudme (2011-2014)
- SG Flensburg-Handewitt (2014-2018)
- Fútbol Club Barcelona (2018-2021)
- SG Flensburg-Handewitt (2021-Act.)